# Gouesnac'h
Gouesnac'h (en bretó Gouesnac'h) és un municipi francès, situat a la regió de Bretanya, al departament de Finisterre. L'any 2006 tenia 2.445 habitants.

## Demografia
| 1962                                       | 1968 | 1975  | 1982  | 1990  | 1999  |  |
| ------------------------------------------ | ---- | ----- | ----- | ----- | ----- |  |
| 901                                        | 835  | 1.134 | 1.487 | 1.769 | 2.119 |  |
| Des de 1962: població sense dobles comptes |      |       |       |       |       |  |

## Administració
| Període   | Identitat     | Partit |
| --------- | ------------- | ------ |
| 2001-2008 | Guy Christien |        |
| 2008-     | Michel Simon  |        |